# Amrullah Saleh

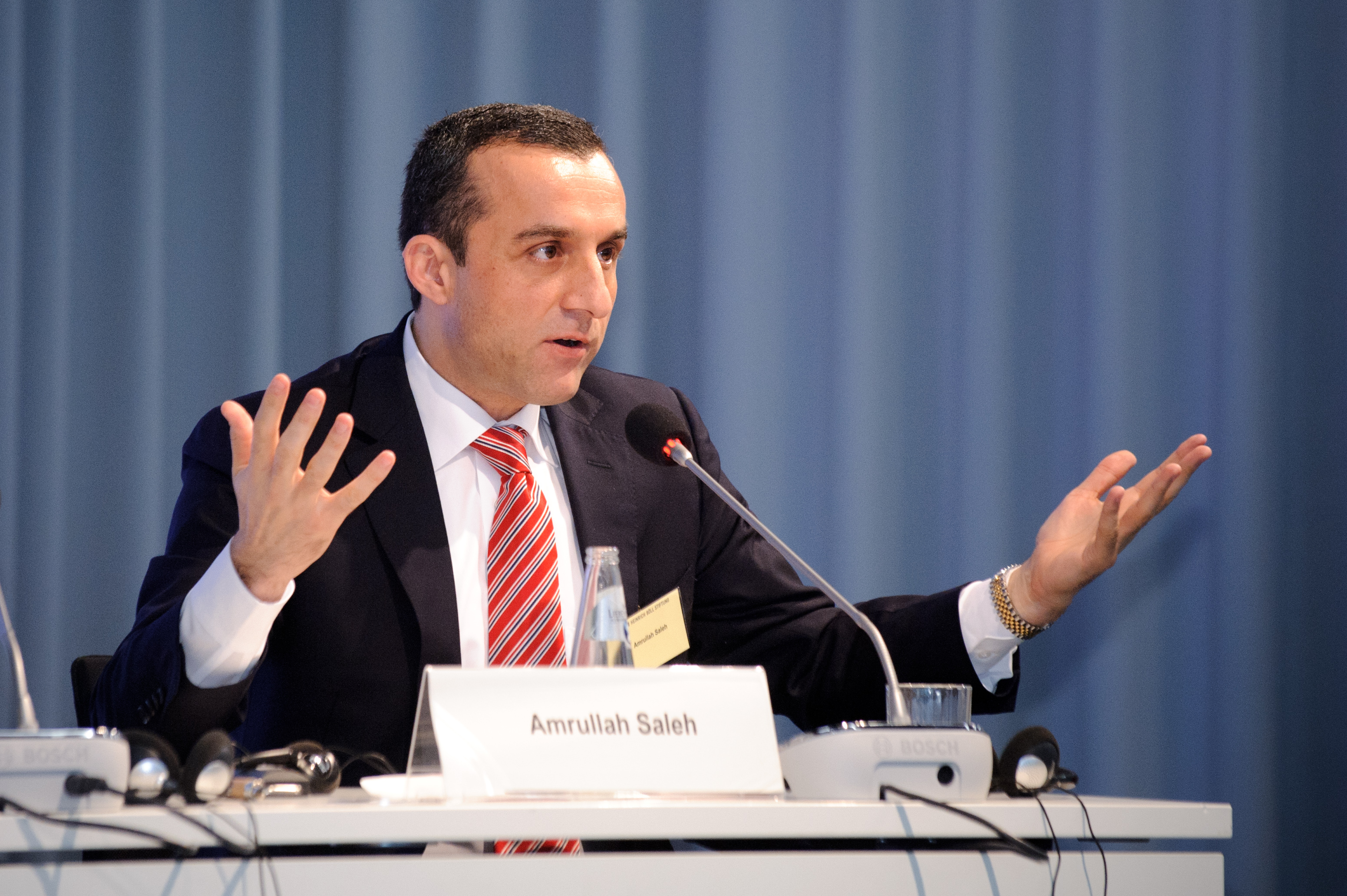
Amrullah Saleh (2011)

Amrullah Saleh (paschtunisch und persisch امرالله صالح, DMG Amrullāh Ṣāliḥ; * 15. Oktober 1972) ist ein afghanischer Politiker und seit 2019 de jure Erster Vizepräsident der Islamischen Republik Afghanistan. 
Seit der Flucht von Staatspräsident Ghani aufgrund des Vormarsches der Taliban im August 2021 ist Saleh einer der Anführer des sogenannten Pandschschir-Widerstands. Am 17. August 2021 erklärte er sich zum legitimen Übergangspräsidenten Afghanistans. Nach der Machtübernahme der Taliban in Pandschschir drei Wochen später am 6. September 2021 flüchtete Saleh aus dem Land.

## Leben
Im Alter von 24 Jahren wurde er im Jahr 1997 zum Kontaktmann der Vereinten Front für internationale Hilfsorganisationen und ausländische Geheimdienste. Die Vereinte Front kämpfte von 1995 bis 2001 unter der Führung von Ahmad Schah Massoud gegen die afghanischen Taliban und die Terrororganisation Al-Qaida. Nach dem Fall des Talibanregimes wurde Amrullah Saleh im Jahr 2004 zum Direktor des afghanischen Geheimdienstes National Directorate of Security ernannt. Im Juni 2010 trat er von diesem Posten aufgrund politischer Differenzen mit dem Präsidenten Hamid Karzai zurück.
Ende 2010 gründete Saleh eine politische Bewegung, das National Movement, auch Afghanistan Green Trend, gegen die „Talibanisierung“ und für die Demokratisierung Afghanistans. Unter anderem stehen der Paschtune Hanif Atmar (ehemaliger Innenminister), Abdullah Abdullah (Karzais stärkster Gegenkandidat bei den Präsidentschaftswahlen 2009), Ustad Atta Mohammad Noor (Gouverneur von Balch) und Ahmad Zia Massoud Amrullah Saleh politisch nahe. Im Mai 2011 demonstrierten mehr als 10.000 seiner Anhänger in der Hauptstadt Kabul gegen die Gewalt der Taliban in Afghanistan. Die Taliban waren nach Angaben der Vereinten Nationen für 76 % der zivilen Todesopfer in Afghanistan im Jahr 2009, 75 % im Jahr 2010 und 80 % im Jahr 2011 verantwortlich.
Amrullah Saleh kritisierte die Unterstützung Pakistans für die Taliban und bezeichnete Pakistan als „feindlich gesinntes Land“. Das größte Problem sei, dass Pakistan den Anführern der Taliban einen sicheren Zufluchtsort biete.
Im Januar 2012 unterzeichnete Amrullah Saleh mit der National Front, welche als Nachfolgeorganisation der United Front (Nordallianz) angesehen wird, und US-amerikanischen Kongressabgeordneten nach einem Treffen in Berlin eine gemeinsame Erklärung. Sie fordert die Einbindung der Anti-Taliban-Afghanen in den Friedensprozess, die Stärkung regionaler und nationaler Institutionen, sowie eine Änderung des Wahlrechts.
Am 23. Dezember 2018 nominierte ihn Staatspräsident Ghani als Innenminister.
Um bei der Afghanischen Präsidentschaftswahl am 28. September 2019 als Vizepräsident unter dem derzeitigen Präsidenten Ashraf Ghani antreten zu können, trat Amrullah Saleh im Januar 2019 von der Position des Innenministers zurück.
Am 28. Juli 2019 überlebte er einen Anschlag auf die Zentrale seiner Partei "Afghanistan Green Trend", bei dem zwanzig Menschen getötet und etwa fünfzig verletzt wurden. Ebenso überlebte er einen Anschlag auf seinen Konvoi am 9. September 2020 in Kabul, bei dem zehn Personen getötet und mindestens zwölf verletzt wurden.
Nach der Eroberung von Kabul durch die Taliban am 15. August 2021 zog er sich in die Pandschschir-Provinz zurück und erklärte sich zum legalen Übergangspräsidenten der Islamischen Republik Afghanistan. Er führt zusammen mit Ahmad Massoud den Pandschschir-Widerstand an. Nach Angaben des Sohnes von Amrullah Saleh erschossen die Taliban den Bruder von Amrullah, als sie diesen bei einer Fahrzeugkontrolle im September 2021 identifizierten.
Berichten zufolge floh Saleh zusammen mit Massoud kurz nach der Machtübernahme der Taliban in Pandschschir am 6. September 2021 nach Tadschikistan.